# Беломуцунест бубал
Беломуцунестият бубал (Damaliscus pygargus), наричан също белонос бубал, е вид едър бозайник от семейство Кухороги (Bovidae).
Разпространени са в саваните по платата на Южноафриканската република и съседни части на Намибия, Ботсвана и Зимбабве. Живеят на стада от по няколко десетки индивида, като се хранят главно с трева. Достигат 80 до 100 сантиметра височина при рамото, 120 до 210 сантиметра дължина на тялото с главата и 50 до 155 килограма маса.